# Защита танка
Защита (защищённость) — одно из основных боевых свойств танка, наряду с огневой мощью и подвижностью. Характеризует способность машины противостоять поражающему воздействию огневых средств противника и сохранять боеспособность.
Защита танков непрерывно совершенствуется с момента их появления: увеличивается толщина и улучшаются свойства брони, с целью повышения стойкости изменяются форма броневого корпуса и башни, разрабатываются новые способы защиты. Совершенствование защиты напрямую связано с развитием и совершенствованием противотанкового оружия.